# Suché
Suché je malá vesnice a část obce Modlany v okrese Teplice. Nachází se asi tři kilometry  jihovýchodně od Modlan. Suché je také název katastrálního území o rozloze 1,47 km². K Suchému patří i v katastrálním území Žichlice u Modlan o rozloze 1,59 km².

## Historie
První písemná zmínka o vesnici pochází z roku 1652.

## Obyvatelstvo
| | 1869 | 1880 | 1890 | 1900 | 1910 | 1921 | 1930 | 1950 | 1961 | 1970 | 1980 | 1991 | 2001 | 2011 |
| --- | ---- | ---- | ---- | ---- | ---- | ---- | ---- | ---- | ---- | ---- | ---- | ---- | ---- | ---- |
| Obyvatelé                                                                                                | 229  | 328  | 315  | 307  | 345  | 368  | 358  | 172  | 171  | 138  | 121  | 52   | 76   | 96   |
| Domy | 28   | 36   | 38   | 38   | 42   | 42   | 45   | 45   | .    | 37   | 32   | 25   | 21   | 31   |
| Tabulka zahrnuje údaje zaniklé vsi Žichlice a počet domů z roku 1961 je zahrnut v domech místní Modlany. |      |      |      |      |      |      |      |      |      |      |      |      |      |      |

## Pamětihodnosti
- Novogotická kaple svatého Prokopa[7] z poslední čtvrtiny devatenáctého století[8]
- Socha svatého Prokopa ze druhé poloviny osmnáctého století[8]